# Битката при Ла Плата (филм)
„Битката при Ла Плата“ е британски военен филм на режисьорите Майкъл Пауъл и Емерик Пресбъргър, с участието на Джон Грегсън, Антъни Куейл и Питър Финч. В САЩ филмът излиза под заглавието „Преследването на граф Шпее“.
Филмът описва битката при Ла Плата, морско сражение от 1939 г., състояло се между ескадра на Кралския военноморски флот на Великобритания, в състав от три крайцера – („Ексетър“, „Аякс“ и „Ахил (Ахилес)“) и германския джобен линеен кораб „Адмирал граф Шпее“. За разлика от много други британски филми от това време, „Битката при Ла Плата“ разглежда германците по-скоро като благородни противници, отколкото като стереотипни „хуни“. Това е периодически повтаряща се тема във филмите на Пауъл и Пресбъргър, включително и в „Животът и смъртта на полковник Блимп“.

## Сюжет
Внимание:  Текстът по-долу разкрива сюжета на произведението (или части от него)!
В първите месеци на Втората световна война, Кригсмарине изпраща редица надводни рейдери да атакуват търговското корабоплаване на Съюзниците. Кралският военноморски флот, на свой ред, изпраща „ловни групи“ да ги открият. Групата, която открива „Адмирал Граф Шпее“ е доста по-слабо въоръжена в сравнение с него, но влиза директно в атака.
Британците са водени от комодор Хенри Харууд (в ролята – Антъни Куейл), с капитаните Чарлз Уудхаус (Иън Хънтър), командващ „Аякс“, Фредерик Бел (Джон Грегсън) на „Екзитър“ и Едуард Пери (Джак Гуилим) на „Ахил“. „Адмирал Граф Шпее“ на капитан Ханс Лангсдорф (Питър Финч) е доста по-добре въоръжен от трите крайцера и им причинява големи поражения, но е подлъган от тактиката на британците. Германският линеен кораб също претърпява щети в сражението и се отправя към неутралното пристанище Монтевидео, което според международните закони трябва да напусне за определеното от местните власти време. Погрешно вярвайки, че извън устието на Ла Плата го чакат събралите се и превъзхождащи го британски сили, Лангсдорф извежда кораба си с минимален екипаж и го потапя на няколко мили от Монтевидео.

## Исторически детайли
Филмът обръща особено внимание на детайлите, включително камбанния сигнал преди всеки залп, нагорещените цеви на оръдията след битката и акуратното пресъздаване на процедурите на корабите и униформите (или липсата им): свещеникът на „Екзитър“ правилно носи тъмен костюм и яка на духовник. Това, че комодор Харууд носи контраадмиралски пагони и отличителни кантове на ръкавите от самото начало на филма, а не след повишението си след битката, е исторически вярно, тъй като тогава комодорите I ранг са носили отличителни знаци на контраадмирал. Сцената, в която Харууд свиква капитаните си на борда на „Аякс“ е художествена измислица, създадена във филма за да обясни по-добре ситуацията на зрителите. Битката е разглеждана изцяло от перспективата на британските кораби и на затворниците (пленени от девет търговски съда), държани на борда на „Адмирал граф Шпее“. Военноморският флот на САЩ (участвал в снимането на продукцията с крайцера „Салем“, пресъздаващ германския боен кораб) не позволява на екипажа си да носи немски каски, така че във филма са носени американски, което е разминаване в историческите детайли.

## Участници
- Джон Грегсън в ролята на капитал Бел, „Екзитър“
- Джон ле Мезурие – свещеника на „Екзитър“
- Антъни Куейл – комодор Харууд, „Аякс“
- Иън Хънтър – капитан Уудхаус, „Аякс“
- Джак Гуилим – капитан Пери, „Ахил“
- Бърнард Лий – капитан Дав, „Африканска мида“
- Питър Финч – капитан Лангсдорф, „Адмирал граф Шпее“
- Лайънъл Мъртън – Майк Фаулър, кореспондент
- Антъни Бушел – Милингтън-Дрейк, британски дипломат в Уругвай
- Питър Илинг – д-р Гуани, външен министър на Уругвай
- Майкъл Гуудлиф – капитан Маккол, флотско аташе
- Патрик Макний – старши лейтенант Медли, „Аякс“
- Джон Чандос – д-р Лангман, германски дипломат в Уругвай
- Дъглас Уилмър – г-н Демулен, френски дипломат в Уругвай
- Уиляв Скуайър – Рей Мартин
- Роджър Делгадо – капитан Варела от уругвайския военноморски флот
- Андрю Кръкшенк – капитан Стъбс, „Дорийска звезда“
- Кристофър Лий – Маноло [3]
- Едуард Атиенца – Поп
- Ейприл Олрич – Долорес
- Мюриел Смит – Долорес (гласът по време на песента)

Бъдещият режисьор Джон Шлезинджър има малка роля като затворник на борда на „Адмирал граф Шпее“,  както и капитан Патрик Дав, чиято роля от своя страна е изиграна от Бърнард Лий.
- Антъни Нюли [5] и Донълд Мофат [6] също имат малки роли, съответно като радиооператор и наблюдател. Мофат прави филмовия си дебют, както и Джак Гуилим. [7]

## Продукция
Създаването на „Битката при Ла Плата“ крие началото си в една покана към Майкъл Пауъл и Емерик Пресбъргър за посещение на филмовия фестивал в Аржентина през 1954 г. Двамата решават, че не могат да отделят свободно време, освен ако това не е „работна“ ваканция и използват пътуването да проучат събитията около участта на „Адмирал граф Шпее“. Те „налапват въдицата“ за тяхната история, когато един от оцелелите британски военноморски офицери дава на Пресбъргър копие от книгата на капитан Патрик Дав „I Was A Prisoner on the Graf Spee“, която става основа на филма.  Работата на Пауъл върху продукцията е под влиянието на филма от 1942 г. на Ноел Кауърд „В която служим“ (от 1942 г.).
Повечето от сцените на битката и преди нея са снимани на истински кораби в открито море. Продуцентите имат предимството да използват предоставените на тяхно разположение кораби от Средиземноморския флот на Великобритания, както и американския крайцер „Салем“ (изпълняващ ролята на „Адмирал граф Шпее“, въпреки че е с грешни номера на кулите на главния калибър). Това означава, че не трябва да разчитат на широко използване на модели, както повечето военни филми от това време, макар и да използват 23-футов модел (с детайли, само от страната от която е сниман) в резервоар с дълбочина 6 фута в Pinewood Studios за сцената с потопяването на германския боен кораб, която е сглобена от няколко дубъла, снимани от различни ъгли.
В една от първите сцени се твърди, че „Адмирал граф Шпее“ е маскиран от корабните дърводелци, които използват елементи като фалшив комин, като американски крайцер – трик, типичен за търговските рейдери. Флотът на САЩ не позволява да бъдат изобразявани нацистки отличителни знаци на „Салем“, така че военновременния германски флаг е издигнат и се развява на британски кораб. Също така това е обяснението защо екипажът на немския крайцер носи каски на американските ВМС, вместо германските т.нар. „кофи за въглища“ – въпреки че режисьорите искат да постигнат точно пресъздаване и да използват нацистки каски, им е отказано разрешение. Този аспект често погрешно е описван като гаф на режисьорите, но всъщност е обстоятелство, което е извън техен котрол.
Снимането на филма започва на 13 декември 1955 г., на 16-ата годишнина от битката. Снимките на място в Монтевидео за пристигането и отплаването на „Адмирал граф Шпее“ са направени в пристанището на града, използвайки хиляди местни жители като статисти.
Във филма са използвани две песни, написани от композитора Брайън Ийсдейл – „Песен на Долорес“ и „Рио де ла Плата“. И двете са изиграни в продукцията от Ейприл Олрич в ролята на Долорес, в изпълнение на Мюриел Смит.
Филмът е екранизиран с помощта на VistaVision, широкоекранен ортографски процес, използващ хоризонтална филмова емисия.

### Използвани кораби
- За „Ахил“ е използван самият кораб (от 1948 г. на служба в индийския военноморски флот под името „Делхи“)
- „Екзитър“ е изигран от крайцера „Ямайка“
- За „Аякс“ е използван „Шефилд“
- Вместо „Адмирал граф Шпее“ е сниман американския крайцер „Салем“
- За „Къмбърланд“ (който се присъединява след битката в открито море) е използван самият крайцер
- Вместо снабдителния кораб „Алтмарк“ е сниман флотският танкер „Олна“
- Част от снимките са направени с участието на миноносеца „Бойна секира“ и лекия крайцер „Бирмингам“.

## Премиера и отзиви
Когато „Битката при Ла Плата“ е завършен и прожектиран на изпълнителния съвет на Rank Organisation, той е посрещнат толкова добре, че е решено премиерата му да бъде задържана за година, така че да бъде избран за част от проявите на Кралското командване за следващата година (тъй като филмът за 1955 г. вече е бил избран). Продукцията се представя доста добре откъм приходи и е най-успешния комерсиален филм на Пауъл и Пресбъргър.

## Награди и почести
През 1957 г. „Битката при Ла Плата“ е номиниран за три награди на Британската академия за филмово и телевизионно изкуство – за най-добър британски филм, най-добър сценарий и най-добър филм.

## Резултати
През 1956 г., Пауъл публикува „Последното пътуване на граф Шпее“, известна и като „Смърт в Атлантика“, преразказвайки историята на филма.
„Битката при Ла Плата“ не навлиза в един аспект от историята: смъртта на капитана на „Адмирал граф Шпее“, Ханс Лангсдорф, който се самоубива в хотелска стая в Буенос Айрес, няколко дни след като е дал заповед за потопяването на кораба. Лангсдорф се застрелва, облечен в пълна униформа и загърнат с бойния флаг на „Адмирал граф Шпее“.